# Instytut Paliw i Energii Odnawialnej
Instytut Paliw i Energii Odnawialnej (IPiEO) z siedzibą w Warszawie był wiodącą jednostką naukowo-badawczą. Działał w latach 2006 - 2010. 
Został utworzony na mocy rozporządzenia Ministra Gospodarki z dnia 8 listopada 2006 roku. Przedmiotem działania Instytutu było prowadzenie badań naukowych, podstawowych i stosowanych oraz prac rozwojowych w zakresie paliw, środków smarowych i innych płynów eksploatacyjnych, a także energii pozyskiwanej głównie z odnawialnych zasobów. Eksperci zatrudnieni w Instytucie prowadzili liczne prace badawcze i rozwojowe związane z tematyką odnawialnych źródeł energii, we współpracy z ośrodkami badawczymi w Polsce i w Europie, a także przedsiębiorstwami produkcyjnymi. Instytut zajmował się również transferem wiedzy naukowej, realizacją programów pilotażowych i wdrażaniem nowoczesnych rozwiązań technicznych. Był także Instytucją Wdrażającą w ramach Programu Operacyjnego Infrastruktura i Środowisko. 
Rozporządzeniem Rady Ministrów z dnia 27 grudnia 2010 r. został włączony do Przemysłowego Instytutu Motoryzacji z siedzibą w Warszawie.

## Produkty naftowe
Instytut prowadził prace badawcze związane z komponowaniem benzyn, olejów napędowych i opałowych, doborem dodatków uszlachetniających, opracowywaniem technologii produkcji olejów silnikowych, przekładniowych samochodowych, przekładniowych przemysłowych, hydraulicznych, sprężarkowych, turbinowych, ochronnych i innych cieczy smarujących. Prowadził również prace dotyczące dystrybucji i magazynowania paliw, jak również oceny walorów eksploatacyjnych
i ekologicznych zarówno paliw, jak i środków smarowych. 

## Biopaliwa płynne
Głównym obszarem działania były prace badawcze, wdrożeniowe i standaryzacyjne związane z komponowaniem, doborem dodatków uszlachetniających, dystrybucją i magazynowaniem biopaliw dla transportu i energetyki. Instytut zajmował się działaniami dotyczącymi technologii wytwarzania biokomponentów i biopaliw pierwszej generacji z wykorzystaniem różnych surowców, prowadził prace studyjne w zakresie technologii wytwarzania biopaliw drugiej generacji, a także uczestniczy w pracach nad systemem wsparcia rozwoju biopaliw w Polsce.

## Odnawialne źródła energii
Instytut zaangażowany był we wdrażanie nowych technologii w energetyce odnawialnej na polskim rynku. Współpracował z krajowym przemysłem, wspierał działania inwestorów, niezależnych dostawców energii ze źródeł odnawialnych oraz przedsiębiorstw energetycznych zainteresowanych wykorzystaniem energii odnawialnej. IPiEO służył pomocą administracji rządowej i jednostkom samorządu terytorialnego w kształtowaniu strategii i prawa regulującego wykorzystanie odnawialnych źródeł energii w Polsce. Pomagał również w przygotowaniu planów inwestycyjnych. Współpracował z partnerami z Unii Europejskiej poprzez realizację wspólnych projektów badawczo-wdrożeniowych.

## Laboratorium badawcze
W ramach Laboratorium Badawczego (LB) działało sześć pracowni, w których realizowane były badania paliw, biokomponentów, biopaliw, LPG, środków smarowych oraz kolektorów słonecznych. Laboratorium Badawcze posiadało wdrożony system jakości zgodny z normą PN-EN ISO/IEC 17025. Posiadało certyfikat nr AB 279 przyznany przez Polskie Centrum Akredytacji (PCA). W ramach Samodzielnej Pracowni Analiz Instrumentalnych działało Ruchome Laboratorium Kontrolne do badania LPG. Laboratorium to pobierało próbki zgodnie z opracowaną w IPiEO normą ZN/MG/CN-18.

## Jednostka Certyfikująca Wyroby
Była to wyodrębniona Jednostka w strukturze organizacyjnej Instytutu Paliw i Energii Odnawialnej, która została powołana do certyfikacji paliw i biokomponentów. Jednostka Certyfikująca Wyroby działała bezstronnie i niezależnie oraz stosowała w procesie certyfikacji politykę jakości opartą na księdze jakości oraz procedurach. Jednostka Certyfikująca działała zgodnie z wymaganiami normy PN-EN 45011:2000. Jednostka Certyfikująca Wyroby posiadała certyfikat AC 138.

## Polska Platforma Technologiczna Biopaliw i Biokomponentów
Instytut Paliw i Energii Odnawialnej pełnił funkcję koordynatora Polskiej Platformy Technologicznej Biopaliw i Biokomponentów. Głównym celem PPTBiB było budowanie strategii rozwoju nowoczesnych technologii wytwarzania i stosowania biokomponentów i biopaliw, a także kreowanie polityki i prawodawstwa służących pobudzeniu innowacyjności przemysłu i transportu.

## Była siedziba
Instytut Paliw i Energii Odnawialnej

ul. Jagiellońska 55, 03-301 Warszawa

## Rozwiązanie IPiEO
Instytut został zlikwidowany rozporządzeniem Rady Ministrów z dnia 27 grudnia 2013 r. oraz włączony (pracownicy, majątek oraz wszystkie prawa i obowiązki) do Przemysłowego Instytutu Motoryzacji. Bezpośrednio przyczyną likwidacji były wykazane przez Najwyższą Izbę Kontroli nieprawidłowości w polityce finansowej Instytutu oraz wysokie zadłużenie uniemożliwiające dalszą działalność.